# North Side (Kaaimaneilanden)
North Side is een dorp en een van de zeven districten van de Kaaimaneilanden. Het is gelegen aan de noordkust van Grand Cayman. In 2021 woonden er 1.902 mensen.